# Czuniejewo
Czuniejewo (ros. Чунеево) – wieś (ros. деревня, trb. dieriewnia) w zachodniej Rosji, w osiedlu wiejskim Bieżanickoje rejonu bieżanickiego w obwodzie pskowskim.

## Geografia
Miejscowość położona jest 11 km centrum administracyjnego osiedla wiejskiego i całego rejonu (Bieżanice), 127 km od stolicy obwodu (Psków).

## Demografia
W 2010 r. miejscowość zamieszkiwała 1 osoba.